# 迪凯思
迪凯思（Williamson-Dickie Mfg.Co.，簡稱Dickies）是一家美國服装制造公司，主要以其最大的品牌Dickies而闻名。該公司还拥有Walls、Liberty和Kodiak等品牌。该公司由C.N.威廉姆森（C. N. Williamson）和E.E. "上校 "迪基（E. E. "Colonel" Dickie）于1922年在德克萨斯州沃斯堡創辦。